# Elpídio Silva
Elpídio Pereira da Silva Filho ou simplesmente Silva (Campina Grande, 19 de julho de 1975) é um ex-futebolista brasileiro que atuava como atacante. 
Em Portugal, ganhou a alcunha de Silva, "o Pistoleiro", devido à forma como celebrava após marcar cada golo - com as mãos a fazer de pistola, soprando depois o fumo. 

## Carreira
Silva, no Brasil, atuou somente no Atlético Mineiro e no Corinthians-AL.
No exterior, atuou em times de Japão, Portugal, Inglaterra, Coreia do Sul e Chipre.
Caracterizava-se pelo seu imponente porte físico.
Fez parte do mítico Boavista que se sagrou campeão nacional em 2000/2001 e semi-finalista da Taça Uefa em 2002/03. É o melhor marcador de sempre do Boavista em competições europeias com 12 golos em 28 partidas. Em três épocas no Boavista, foram 40 golos marcados em 108 jogos.

## Títulos
Boavista FC
- Campeonato Português: 2000–2001